# Franklin (Iowa)
Pour les articles homonymes, voir Franklin.
Franklin est une ville du  comté de Lee, en Iowa, aux États-Unis. Elle est  incorporée le 14 novembre 1874.

## Source de la traduction
- (en) Cet article est partiellement ou en totalité issu de l’article de Wikipédia en anglais intitulé « Franklin, Iowa » (voir la liste des auteurs).